# عملية فيليكس

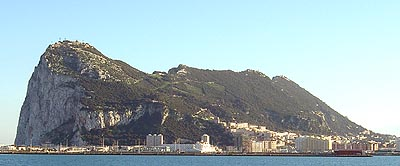

عملية فيليكس الاسم الرمزي للاستيلاء الألماني المقترح على جبل طارق خلال الحرب العالمية الثانية، خاضعًا لتعاون القائد الإسباني فرانسيسكو فرانكو. لم يحدث ذلك، ويرجع ذلك أساسًا إلى إحجام فرانكو عن دخول الحرب. لم يكن هتلر على علم بأن مبعوثه الخاص، الأدميرال فيلهلم كاناريس، رئيس أبفير (جهاز المخابرات)، كان يدير حركة مقاومة سرية ويتصل بشكل وثيق مع فرانكو من خلال تحديد مصطلحات معينة كان من المؤكد أن هتلر سيرفضها. وقد كفل ذلك فشل المفاوضات.

## خلفية
بعد سقوط فرنسا في يونيو 1940، نصح هيرمان غورينغ أدولف هتلر باحتلال إسبانيا وشمال إفريقيا بدلاً من غزو المملكة المتحدة. في وقت مبكر من يونيو 1940 قبل توقيع الهدنة مع فرنسا، جادل الجنرال هاينز جوديريان أيضًا بالاستيلاء على القاعدة البحرية المهمة استراتيجيًا لجبل طارق. حتى أن غوديريان حث هتلر على تأجيل الهدنة حتى يتمكن من الاندفاع عبر إسبانيا مع فرقتي بانزر، واحتلال جبل طارق، ثم غزو شمال إفريقيا الفرنسية. قدم الجنرال ألفريد جودل، رئيس أركان عمليات القيادة العليا للفيرماخت، لهتلر خطة رسمية لقطع بريطانيا عن إمبراطوريتها الشرقية عن طريق غزو إسبانيا وجبل طارق وشمال إفريقيا وقناة السويس بدلاً من غزو الجزر البريطانية.
في 12 يوليو 1940، شكلت القيادة العليا للفيرماخت مجموعة خاصة للتخطيط اللازم. في 22 يوليو، سافر الأدميرال فيلهلم كاناريس، رئيس أبفير وهو خبير معروف في إسبانيا، مع العديد من الضباط الألمان الآخرين إلى مدريد، إسبانيا، حيث أجروا محادثات مع الحاكم الإسباني الجنرال فرانسيسكو فرانكو والجنرال خوان فيجون، وزير الحرب. ثم سافروا إلى الجزيرة الخضراء، حيث مكثوا بضعة أيام لاستطلاع جبل طارق من اقرب نقطة، وعادوا إلى ألمانيا مع الاستنتاج بأن نظام فرانكو كان مترددًا في دخول الحرب. ومع ذلك، أصبح من المعروف منذ ذلك الحين أن كاناريس كان يدير حركة مقاومة سرًا، وثبط بنشاط فرانكو من الانضمام إلى المحور. ومع ذلك، حدد فريق كاناريس أنه يمكن الاستيلاء على جبل طارق من خلال هجوم بري مدعوم جوًا من فوج مشاة على الأقل وثلاث كتائب مهندسين و12 كتيبة مدفعية. أعلن كناريس أنه بدون مدفع هجوم ثقيل من عيار 380 مليمتر (15 بوصة) - كان يعلم أنه غير متوفر - لا يمكن الإستيلاء على جبل طارق. عندما أبلغ المشير فيلهلم كيتل، أعطى رأيه أنه حتى لو كانت ألمانيا قادرة، بالتعاون مع إسبانيا، على الاستيلاء على جبل طارق، فإن البريطانيين سيهبطون في المغرب وغرب إفريقيا الفرنسية. 